# Secret Garden (álbum)
Secret Garden es el octavo álbum de estudio de la banda Angra, lanzado el 17 de diciembre de 2014 en Japón, y el 16 de enero de 2015 en Brasil, Europa.

## Canciones
| N.º | Título                                    | Duración |  |
| 1.  | «Newborn Me»                              | 6:13     |  |
| 2.  | «Black Hearted Soul»                      | 4:48     |  |
| 3.  | «Final Light»                             | 4:24     |  |
| 4.  | «Storm of Emotions»                       | 4:56     |  |
| 5.  | «Violet Sky»                              | 4:48     |  |
| 6.  | «Secret Garden» (featuring Simone Simons) | 4:03     |  |
| 7.  | «Upper Levels»                            | 6:28     |  |
| 8.  | «Crushing Room» (featuring Doro Pesch)    | 5:07     |  |
| 9.  | «Perfect Symmetry»                        | 4:22     |  |
| 10. | «Silent Call»                             | 3:48     |  |

## Formación
- Fabio Lione -  voz.
- Rafael Bittencourt - guitarra, voces.
- Kiko Loureiro - guitarra.
- Felipe Andreoli -  bajo.
- Bruno Valverde - batería.